# Cenzura internetu v Rusku

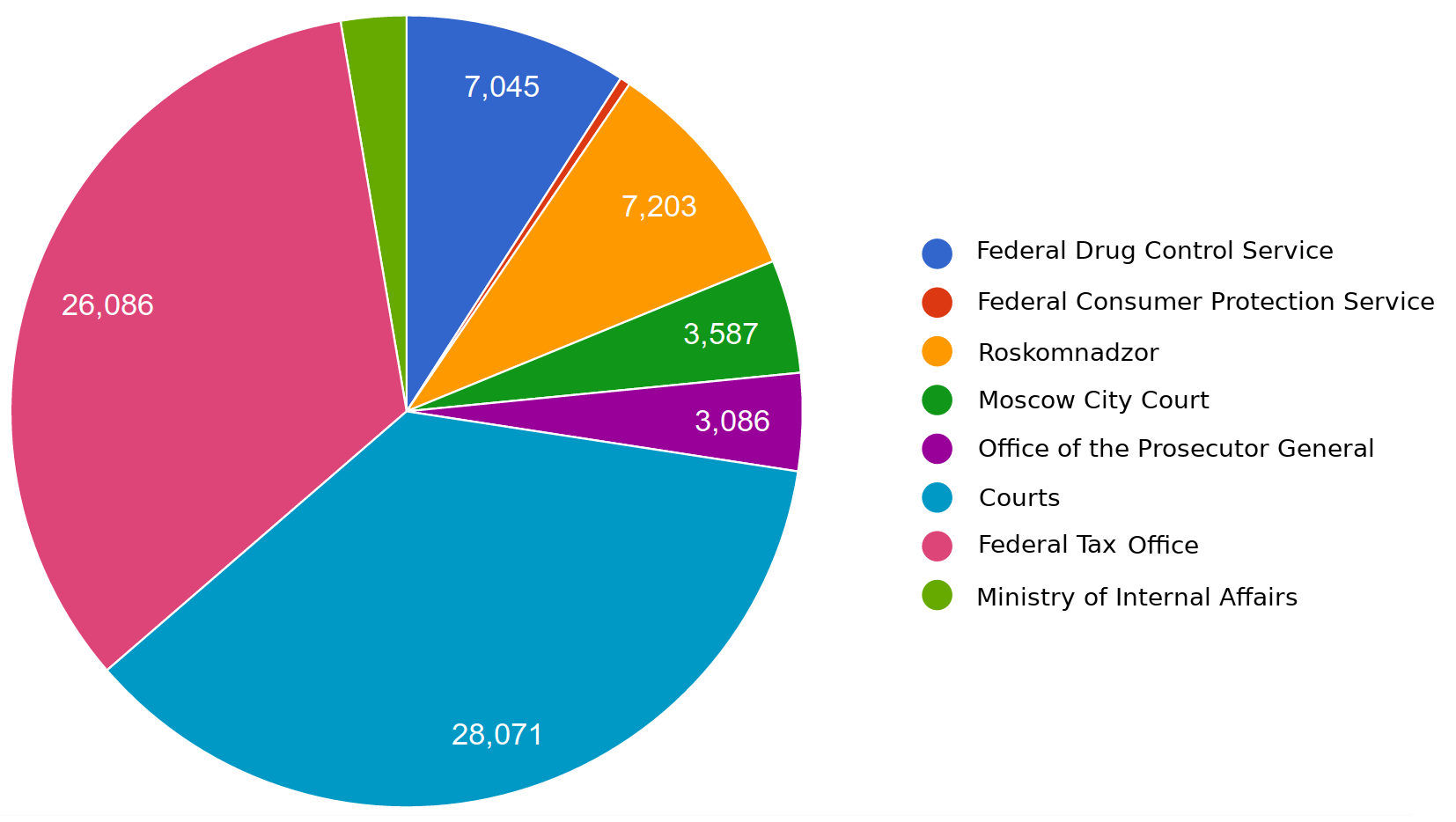
Struktura a počty zablokovaných stránek podle iniciátorů blokace, červen 2017

Cenzura internetu v Rusku je jedna z oblastí ruské cenzury praktikovaná formou blokace závadných webových stránek, případně formou omezení některých forem internetového připojení v souladu s platnými zákony přijatými ruskou Dumou v letech 2012 až 2017.

## Historie
V listopadu 2012 byla na základě Zákona č.139-FZ vytvořena černá listina internetových stránek (tzv. jednotný registr). Správcem tohoto seznamu se podle zákona stal Roskomnadzor – Federální služba pro dozor v oblasti telekomunikací, informačních technologií a masmédií. Veškeré URL, domény nebo IP adresy uvedené na seznamu jsou blokovány. Původně měly být blokovány pouze materiály obsahující informace o výrobě drog, popisy sebevražedných metod nebo dětská pornografie. Tento seznam byl později rozšířen o materiály klasifikované jako extrémistické. V roce 2017 byly zařazovány do jednotného registru všechny stránky o jejichž závadnosti rozhodly ruské soudy, vybrané federální orgány, ministerstvo vnitra nebo přímo Roskomnadzor. Uvedený zákon mimo jiné reguluje i běžné blogy jejichž denní návštěvnost převyšuje tři tisíce uživatelů. Podobný blog musí mít úřední registraci a zákon může postihnout blogery za šíření informací, které nejsou považovány za hodnověrné. Mezi nejznámější případy zablokovaných stránek patří profesní sociální síť LinkedIn a stránky náboženské společnosti Svědkové Jehovovi. Měsíčně je touto formou zablokováno asi 1500 internetových stránek.
V roce 2017 byla schválena úprava zákona č. 276-FZ, která umožňuje ruským úřadům úřadům zablokovat šifrované (např. virtuální privátní síť) nebo anonymní připojení k internetu. Autoři zákona jej prezentovali jako nástroj, který má zabránit uživatelům internetu obcházet rozhodnutí soudů například kvůli spojení s teroristickými organizacemi nebo s extremisty. Kritici jej označili za další nástroj vedoucí k omezení svobody internetu, který narušuje ochranu soukromí důležitou pro svobodu informací a svobodu projevu na internetu.
Od listopadu 2017 udržuje Roskomnadzor seznam stránek, jejichž zobrazování ve vyhledávačích je zakázáno. Vyhledávač Google se tímto seznamem řídí údajně částečně, nejrozšířenější vyhledávač Yandex však zcela.
V dubnu 2018 nařídil ruský soud na žádost Roskomnadzoru zablokování komunikační aplikace Telegram, která je v Rusku populární, poté co její provozovatel odmítl poskytnout ruské tajné službě FSB kryptografické klíče svých uživatelů.
1. listopadu 2019 začal platit zákon, který má ochránit svrchovanost ruského internetu a v případě umožnit jeho odpojení od zbytku celosvětové sítě (suverénní internet). Zákon také nařizuje poskytovatelům připojení k Internetu instalaci zařízení pro kontrolu provozu. Podle zákona se od roku 2021 budou muset státní orgány a instituce zcela přepnout na ruské šifrovací nástroje. Projekt bude vyžadovat nejméně 30 miliard rublů.
V letech 2019 a 2020 byly pro území Ruska zablokovány služby ProtonMail a ProtonVPN, kvůli rozesílání bombových výhrůžek.
V roce 2021 zablokoval úřad Roskomnadzor web ruského vysílání Českého rozhlasu na základě požadavku úřadu pro ochranu spotřebitelů Rospotrebnadzor, který požadoval znepřístupnění článku Jan Palach a jeho následovníci z roku 2001, protože podle úřadu propaguje sebevraždu. Na konci roku byl na základě rozhodnutí soudu zablokován i web OVD-Info, který podle soudu sloužil propagaci terorismu a extremismu. Web se dlouhodobě věnoval sledování represí proti demonstrantům na protivládních demonstracích. Podobně byly zablokovány i účty OVD-Info na sociálních sítích.
4. března 2022 byly v Rusku zablokovány mikroblog Twitter a sociální síť Facebook pod záminkou „diskriminace ruských médií“ a později byla blokace rozšířena i na síť Instagram, s odůvodněním, že publikuje „výzvy k násilí proti ruským vojákům“.

## Cenzurní úřady
Operátorům v Rusku nařizuje bránit v přístupu k vybraným internetovým stránkám Roskomnadzor (Federální služba pro dozor v oblasti telekomunikací, informačních technologií a masmédií), Federální daňová služba, generální prokuratura, Ruský spotřebitelský kontrolní úřad, ministerstvo vnitra a další. A samozřejmě i soudy. Desítky nových zákonů totiž zásadně omezují svobodu ve virtuálním světě.

## Technické prostředky
Pro sledování aktivit uživatelů v rámci telekomunikačních kanálů (včetně Internetu) využívají ruské federální instituce systém SORM (tzv. systém operativně-pátracích opatření). První verze tohoto systému byla uvedena do provozu již v roce 1995 a sloužila k odposlechu telefonních hovorů. Poslední generace tohoto systému (SORM-3) byla spuštěna v roce 2014 a kromě telefonního provozu je schopná monitorovat a vzdáleně přistupovat ke všem serverům a datovým komunikacím v ruských telekomunikačních sítích. Hlavním uživatelem tohoto systému je Federální služba bezpečnosti (FSB). Mezi další uživatele patří Federální ochranná služba, zahraniční zpravodajská služba, celní úřady, Federální protidrogová agentura a Federální vězeňská služba.
Výše zmíněný zákon o svrchovaném internetu by si mohl vynutit i techniky hloubkové inspekce paketů (deep packet inspection), které se používají např. v Čínské lidové republice.
Rusko také plánuje se začátkem roku 2021 spustit vlastní systém webových domén (DNS), který by řídil provoz na ruském internetu. Magazín MIT Technology Review předpovídá vznik „alternativní reality“ uvnitř hranic Ruska.
Roskomnadzor zablokoval 13. prosince 2024 na území Ruska službu Viber.